# Квабебигираксы

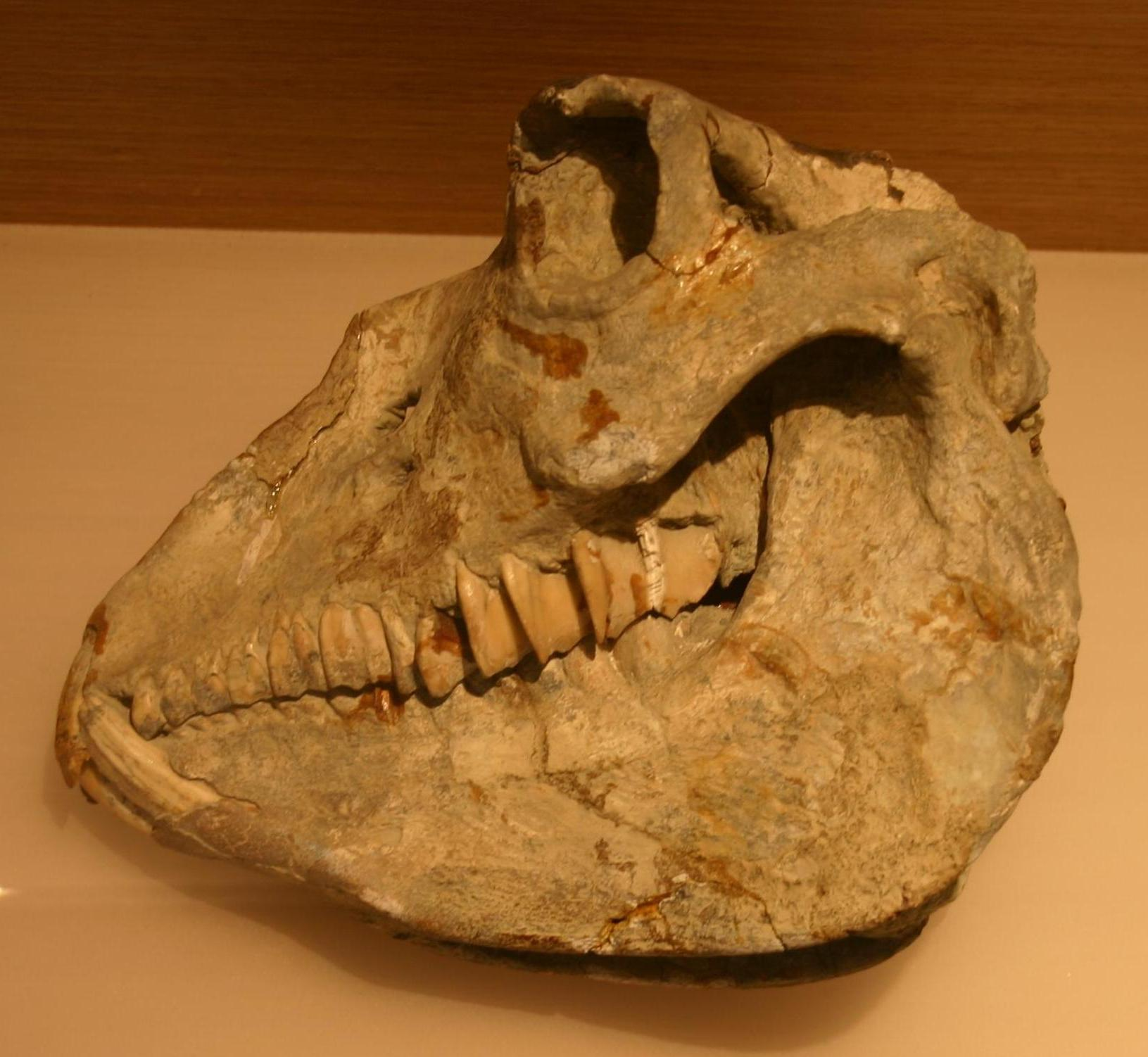
Череп

Квабебигираксы (лат. Kvabebihyrax) — род вымерших очень крупных даманов из семейства плиогирацид (Pliohyracidae), обитавших в плиоцене Грузии. Известен единственный типовой вид — Kvabebihyrax kachethicus.

## История открытия
Раскопки акчагыльских отложений в Квабеби (Восточная Грузия) весной 1965 года доставили, наряду с многочисленными ископаемыми остатками парнокопытных, хоботных и других млекопитающих, нижнюю челюсть своеобразного дамана, который был выделен Л. К. Габуния и А. К. Векуа в новый вид и род Kvabebihyrax kachethicus. В ходе последующих раскопок квабебского местонахождения был собран весьма богатый материал по квабебигираксу, включающий черепа разного индивидуального возраста, что позволило со значительной степенью достоверности восстановить его внешний облик и образ жизни.

## Возраст и распространение
Квабебигираксы являлись эндемиками Закавказья — его ископаемые остатки известны исключительно из Восточной Грузии. Время существования животного оценивается в 3—2,5 млн лет (акчагыл, ранний поздний плиоцен).

## Морфология
Представители рода отличались значительными размерами для даманов, длина его массивного тела достигала приблизительно 1,5 м. Их морфология обладает рядом характерных черт, отсутствующих у Procaviidae, Geniohydae, Myohyracidae и не развитых или относительно слабо выраженных у других родов Pliohyracidae.
Череп квабебигираксов крупный (основная длина около 27 см), относительно высокий и короткомордый. Лобная поверхность короткая и широкая, особенно в области глазниц. Глазницы очень мелкие, значительно выдающиеся над плоскостью лба и обращённые в стороны, при этом они вынесены в стороны далеко за пределы черепа. Верхнемедиальный край глазниц заметно утолщён, нависает над орбитой, как бы прикрывая её сверху. Мозговая часть черепа небольшая, затылок вертикальный и почти плоский. Затылочные мыщелки относительно некрупные, умеренно выпуклые, заметно отогнутые вниз. Теменная область черепа сильно укорочена, в отличие от теменной области всех современных даманов, и слабо выпукла. Сагиттальный гребень умеренно развит; затылочный гребень высокий, сжатый с боков. Височные впадины короткие и широкие. Ушная область узкая. Скуловые дуги широко расходящиеся в стороны, высокие, с двумя нижнелатеральными выступами.
Лицевой отдел черепа относительно узкий и по сравнению с плиогираксами несколько укороченный. Верхнечелюстные кости высокие. Судя по относительно коротким и очень высоким носовым костям, а также по большой носовой вырезке, заметно простирающейся назад, квабебигиракс мог иметь небольшой хоботок. Нёбо сильно вогнуто, особенно в срединной части. Нижняя челюсть высокая и относительно короткая. Симфизарная впадина очень глубокая. Её нижний край кпереди от четвёртого премоляра круто подымается вверх. Предкоренной отдел укорочен и заметно суживается кпереди. Наружная поверхность горизонтальной ветви почти плоская, с незначительной вогнутостью под премолярами. В области альвеолы клыка нижняя челюсть сильно выпукла. Альвеолярный край несколько приподнят в предкоренной области. Восходящая ветвь очень высокая, широкая, с шероховатой наружной поверхностью. Ветвь резко вздымается вверх за последим моляром, создавая с горизонтальной ветвью угол, близкий к 90 градусам. Ямка жевательного мускула довольна мелкая, расположенная в самой верхней части восходящей ветви. Задний край челюсти округлён.
Зубная формула квабебигираксов составляет 3:1:4:3 для верхней и нижней челюсти. Первый верхний резец крупный, клыкообразный, постоянно растущий, без корня. Остальные верхние резцы и клык уподоблены предкоренным зубам. Премоляры почти полностью моляризованы. Моляры крупные, с высокой коронкой. Первый нижний резец с широкой лопатовидной коронкой; второй постоянно растущий, клыкообразный; третий полностью редуцирован. Нижний клык прямоляровидный. Нижние премоляры, за исключением первого, вполне моляризованы. Щёчные зубы, начиная с третьего премоляра, мезогипсодонтны или даже гипсодонтны. Примечательно, что жевательная поверхность четвертого нижнего премоляра имеет черты строения, общие с некоторыми представителями семейства Palaeotheriidae, в частности с представителями рода Plagiolophus. Нижние моляры отличаются от премоляров заметно большими размерами, несколько большей высотой коронки и более выраженной дифференциацией жевательной поверхности. Третий нижний моляр очень крупный и превосходит в размере другие зубы в челюсти, чем квабебигираксы существенно отличаются от представителей семейства Myohyracidae, у которых этот зуб редуцирован до небольшого отростка.

## Образ жизни и среда обитания
Своеобразие адаптации квабебигираксов заключается в сочетании таких особенностей, как присутствие мезогипсодонтных или даже гипсодонтных коренных зубов и постоянно растущих клыковидных резцов, с одной стороны, и развитие возвышающихся над дорсальной поверхностью черепа глазниц — с другой. Обращает на себя внимание некоторая несогласованность между собой этих признаков: относительно высокоронковые зубы, указывающие обычно на пережевывание жесткой растительной пищи, свидетельствуют об условиях более или менее сухой обстановки, а выдающиеся вверх глазницы наводят на мысль о гиппопотамообразном образе жизни, неразрывно связанном с водой.
Весьма возможно, что отмеченное оригинальное сочетание особенностей у квабебигираксов указывает на их своеобразную адаптацию к жизни возле рек и озёр, среди заболоченных зарослей лесных чащ. К такому выводу приводит внимательное рассмотрение зубов, и прежде всего первой пары резцов и клыковидных резцов нижней челюсти. Косые площадки стирания обеих пар резцов нижней челюсти образуют сплошной, приблизительно W-образный режущий край. Расположение этих площадок на верхушечной и передней сторонах коронки клыковидных резцов свидетельствует о частичном противостоянии верхних и нижних клыковидных резцов. Это хорошо видно на сочленении черепа с нижней челюстью; при этом стирание нижних клыков происходит о заднелатеральную поверхность верхних. Отмеченные черты строения резцов квабебигиракса позволяет предположить, что это животне захватывало и одновременно разрезало первыми резцами нижней челюсти и клыковидными резцами обеих челюстей какие-то болотные травы, поедая как их листья и стебли, так и мясистые корневища и клубни. Естественно, что при вытягивании клыками растений из почвы должно было происходить быстрое стирание этих резцов не только друг о друга. Корневища растений не могли не шлифовать задние стороны поверхности клыковидных резцов, особенно во время боковых движений головы, связанных с обрыванием трав. Должно быть, у квабебигиракса на такое же стирание указывает присутствие поперечных задних вмятин клыковидных резцов. Стирались, конечно, и передние поверхности резцов, но его следы на резцах нижней челюсти выражены относительно слабо, что в некоторой мере объясняется расположением впереди этих зубов верхних клыковидных резцов, которые и подвергались в первую очередь трению о почву.